# باربارا ولنیکا-سوزویک
باربارا ولنیکا-سوزویک (انگلیسی: Barbara Wolnicka-Szewczyk؛ زادهٔ ۲۱ مارس ۱۹۷۰) ورزشکار شمشیربازی اهل لهستان است.
وی در مسابقات کشوری و بین‌المللی در مجموع برندهٔ ۱ مدال نقره شده‌است.